# Hollósi Gábor
Hollósi Gábor (Vésztő, 1935. március 3. – Debrecen, 2012. március 12.) biokémikus, a biológia tudomány kandidátusa és az összehasonlító anatómia egyetemi oktatásának kiemelkedő hazai képviselője volt.

## Családja
Apja Hollósi Gábor bognármester volt, aki a család Békés megyéből történt elköltözését követően a Diósgyőri Kohászati Műveknél állt munkába mint lakatos. Anyja Turbucz Emma, a Miskolci Kiskereskedési Vállalat alkalmazásában boltvezetőként dolgozott.

## Tanulmányai és pályakezdése
Az elemi iskolát a gyulai Népi Kollégium Általános Iskolában (1940-1948), középfokú tanulmányait a békéscsabai, illetve a miskolci kereskedelmi középiskolában végezte (1948-1952). Egyetemi diplomáját 1957-ben kitüntetéssel vette át a debreceni Kossuth Lajos Tudományegyetem (KLTE) Természettudományi Karán, melynek biológia-kémia szakos hallgatója volt. Friss diplomásként a KLTE Állattani Intézetében kapott gyakornoki állást, majd rövid ideig a Kecskeméti Konzervgyár mikrobiológai laboratóriumát vezette. 1958 szeptemberétől a Pécsi Orvostudományi Egyetem Élettani Intézetében kezdett el dolgozni mint gyakornok, később mint tanársegéd (1964-ig).

## Tudományos és oktatói pályafutása
1961-ben egyetemi doktorátust szerzett. Kutatási témája a nukleinsav- és fehérje-anyagcsere idegi szabályozásának mechanizmusa izomszövetben. Vendégkutatóként dolgozott Varsóban (Lengyel Tudományos Akadémia Biokémiai Intézet, 1964) és Łódźban (Orvosi Akadémia Élettani Intézet, 1964), Szófiában (Bolgár Tudományos Akadémia Biokémiai Intézet, 1964), Bonnban (Boskamp Gyógyszergyár, 1965). 1964-től a KLTE Állattani Tanszékének adjunktusa, 1978-ban a biológia tudomány kandidátusa, ezt követően (1979-től) egyetemi docens. 1979-1980 között a  Kaliforniai Egyetem (San Francisco, USA) vendégkutatója volt. 1983-ban alapító tagja volt az újonnan szerveződő Összehasonlító Állatélettani Tanszéknek, 1993-ban és 1998-ban tanszékvezető volt. A Tankönyvkiadó gondozásában jelent meg fő munkája, a háromkötetes Funkcionális állatanatómia, ami az egysejtű szervezetektől az emberig terjedően tárgyalta az anatómiát és annak élettani kapcsolatait. Számos kiadást ért meg és évtizedekig hiánypótló tankönyvként volt használatban. Emellett több egyetemi tankönyv megírásában vett részt és számos anatómiai és élettani tankönyvet lektorált. Egyik volt tanítványa 2011-ben egy Nepálban felfedezett tegzesfajt nevezett el a tiszteletére (Rhyacophila hollosii). Hosszan tartó betegség után hunyt el 2012. március 12-én. Utolsó útjára tanítványai és munkatársai kísérték 2012. március 26-án.

## Egyetemi doktori értekezése
- Az idegrendszer trófikus hatása a harántcsíkolt izmok nukleinsav-metabolizmusára. Pécs, 1959.

## Kandidátusi értekezése
- A nukleinsavanyagcsere idegi szabályozása izomszövetben (Debrecen, Kossuth Lajos Tudományegyetem Állattani Tanszék, 1977. Aspiránsvezető: Varga Emil.)

## Önálló kötetei
- Állatanatómiai praktikum (Debrecen, Kossuth Lajos Tudományegyetem Állattani Intézete, 1968.)
- Általános Állatszövettan ([Debrecen], Kossuth Lajos Tudományegyetem Állattani Intézete, 1969.)
- Sejtbiológia és általános szövettan (Debrecen, Kossuth Lajos Tudományegyetem Állattani Intézete, 1969.)
- Funkcionális Állatanatómia I. Sejtbiológia – Általános Szövettan – Fejlődéstan. (Budapest, Tankönyvkiadó, 1973. Tizenkettedik kiadás: 1993.)
- Funkcionális Állatanatómia II. Az állati test szervei és szervrendszerei I. (Budapest, Tankönyvkiadó, 1976. Tizenegyedik kiadás: 1994.)
- A mikroszkópia alapjai (Debrecen, Kossuth Lajos Tudományegyetem Állattani Tanszéke, 1976.)
- A gerincesek bonctana (praktikum) (Debrecen, Kossuth Lajos Tudományegyetem Állattani Tanszéke, 1979.)
- Funkcionális Állatanatómia III. Az állati test szervei és szervrendszerei 2. (Budapest, Tankönyvkiadó, 1989.)

## Társszerzőkkel írt kötetei
- Biológiai gyakorlatok (Hollósi Gábor, Lissák Kálmán, Montskó Tibor, Tigyi András - Budapest, Medicina, 1964, 1967, 1969.)
- Általános és összehasonlító állatélettan I. (Fekete István, Hollósi Gábor, Serfőző József, Szabó Péter - Budapest, Tankönyvkiadó, 1966. Hetedik kiadás: 1988.)
- Általános és összehasonlító állatélettan II. (Fekete István, Hollósi Gábor, Serfőző József, Szabó Péter - Budapest, Tankönyvkiadó, 1968.)
- Összehasonlító élettani gyakorlatok és bemutatások (Erdélyi Lajos, Faiszt József, Fehér Ottó szerk., Hollósi Gábor, Kurucz Mihály - Budapest, Tankönyvkiadó, 1969. Hatodik kiadás: 1999.)
- Állatanatómiai Praktikum (Hollósi Gábor, Mészáros Béla - Budapest, Tankönyvkiadó, 1977.)

## Idegen nyelvű szakcikkei
- Die Rolle des Nervensystems in der Aufrechterhaltung des Ribo- und Desoxy-ribonucleinsäueregehaltes im Muskelgewebe bei Säugern und Amphibien (Hollósi G., Tigyi A., Benedeczky I. - Acta Physiol. Hung., Suppl. 14:64, 1959)
- The role of the nervous system in the maintenance of the ribonucleic and desoxyribonucleic acid content of striated muscle tissue (Hollósi G., Benedeczky I., Tigyi A., Lissák K. - Acta Biol. Hung., 11: 145-153, 1960)
- Data on the regulation of RNA and DNA content in the muscle tissue (Tigyi A., Hollósi G., Benedeczky I., Juhász P. - V. International Congress of Biochemistry, Moscow, 1961. 3.103.612)
- Changes of nucleic acid content in gastocnemius muscles of pigeons and turtles after denervation and tenotomy (Hollósi G., Tigyi A., Lissák K. - Acta Biol. Hung., 14: 17-24, 1963)
- The role of neural regulation in the nucleic acid metabolism of the striated muscle (Lissák K., Tigyi A., Hollósi G., Benedeczky J., Juhász P. - In: The Effect of Use and Disuse on Neuromuscular Functions. Ed. by E. Gutmann and P. Hník, Publishing House of the Czechoslovak Academy of Sciences, Prague, 1963. pp. 425-429.)
- Contributions to the neural regulation of the nucleic acid metabolism in the heart muscle of mammals (Hollósi G., Lissák K., Tigyi A. - Acta Biol. Hung., 15. Suppl. 38. 1964)
- Neural regulation of nucleic acid metabolism in the mammalian myocardium (Lissák K., Hollósi G., Juhász P., Molnár J. - Acta Physiol. Hung., 28: 319-326. 1965)
- Nucleic acid content of the nictitating membrane after cervical sympathectomy (Hollósi G., Sarang I. - Acta Biol. Hung. 18: 201-205. 1967)
- Die Wirkung der Denervation auf die Homeostasie der Nukleinsäuren in funktionell verschiedenen Säugetiermuskeln (Gábor Hollósi, Béla Lovas d.J. - Acta Biologica Debrecina, Tom. VII-VIII. 1969-70. p. 103-111.)
- Vergleichende Angaben über die nervenbedingte Regelung des Eiweiß-Stoffwechsels (Gábor Hollósi, Árpád Balogh. - Acta Biologica Debrecina, Tom. VII-VIII. 1969-70. p. 95-102.)
- Effect of the indirect electrostimulation on the ribonucleic acid content in functionally diverse skeletal muscles (Hollósi G. - Acta Biol. Debrecina, 10-11: 29-32. 1972-73)
- Effect of neurectomy on nuclease activity in skeletal muscles of rats (Hollósi G. - Acta biol. Acad. Sci. hung., 28/4, 397-404. 1977)
- Experimental investigations on hypokinesis of skeletal muscles with different functions, I. Changes in muscle weight, protein and contractile properties (Szöőr Á., Boross A., Hollósi G., Szilágyi T., Kesztyűs L. - Acta biol. Acad. Sci. hung., 28/2, 195-204, 1977)
- Experimental investigations on hypokinesis of skeletal muscles with different functions, II. Quantitative changes in the nucleic acids (Hollósi G., Takács Ö., Guba F., Szöőr Á., Szilágyi T. - Acta Biol. Hung., 28/2, 205-212, 1977)
- Cross-hybridization of light chains of cardic myosin isomymes: atrial and ventricular myosins (G. Hollósi, S. Srivastava, J. Wikman-Coffelt - FEBS Letters 120/2: 199-204. 1980.)
- Studies on the amino groups of myosin ATPase. Trinitrophenylation of reactive lysyl residue in ventricular and atrial myosins (1981)
- Experimental investigations on the hypokinesis of skeletal muscles with different functions, VIII. Effect of plaster-cast immobilization on the contractile properties of rat skeletal muscles with different functions (Szöőr Á., Rapcsák Marianna, Hollósi G. - Acta biol. Acad. Sci. hung. 32/2. 129-135, 1981.)
- Effect of paramyosin antibodies on the contractility of skeletal muscles (Vajda, B. S., Szöőr Á., Hollósi G. - Acta Biol. Debrecina, 18, 131-139. 1981.)
- Verapamil and hydralazine preserve myocardial contractility in hereditary cardiomyopathy of the Syrian hamster (J. L. Rouleau, L. H. S. Chuck, G. Hollósi, P. Kidd, R. E. Sievers, J. Wickman-Coffelt, W. W. Parmley - Am. J. Cardiol. 1981, 47: 460.)
- Studies on the amino groups of myosin ATPase (A. Mühlrad, S. Srivastava, G. Hollósi, J. Wikman-Coffelt - Arch Biochem Biophys 1981, 209: 304-313.)
- Comparative force-velocity relations and analysis of myosin isoemsymes of dog atria and ventricles (J. Wickman-Coffelt, H. Refsum, G. Hollósi, J. L. Rouleau, L. Chuck, W. W. Parmley - Am. J. Physiol. 1982, 243: H391-H397.)
- (Circ. Res. 50: 405-412. 1982.)
- Effect of pharmacological denervation on the ribonuclease, ribonuclease inhibitor system of skeletal muscle (Etelka H. Kertai, G. Hollósi - Acta Physiol. 63: 346-357. 1984.)
- Microsomal enzyme-inducing effect of di-(2 ethylhexyl) phthalate on rat liver in the circumstances of acute renal failure (G. Hollósi, J. Serfőző, E. Kertai, V. Varga - XIII. Scand. Workshop on In Vitro Toxicol. Tampere, Finland, 1995, 21-24. 09.)
- Effect of di-2-ethylhexyl phthalate on renal cytochrome P-450 monooxygenases in surgically evoked subchronic renal failure of rats (E. Kertai, J. Kovács, G. Hollósi, Z. Trestyánszky, V. Varga - Centr. Eur. J. Occup. Environm. Med. 2000.)
- Effect of glycerol-induced acute renal failure and di-2-ethylhexyl phthalate on the enzymes involved in biotransformation of xenobiotics (E. Kertai, G. Hollósi, J. Kovács, V. Varga - Acta Physiologica Hungarica 87/3, 2000, 253-265.)

## Magyar nyelvű szakcikkei
- A nucleolus felépítése és sejtélettani szerepe (Acta Biologica Debrecina, Tom. IV. 31-58. 1966)
- A neurotrófika néhány kérdéséről (Acta Biol. Debrecina, 5: 29-41. 1967)
- Összehasonlító adatok a fehérje-anyagcsere idegi szabályozásához I. A fehérjefrakciók megoszlása emlős-, madár- és kétéltű fajok denervált izmaiban. (Hollósi G., Balogh Á. - Biológiai Közl. 16: 123-130. 1968)
- A gerincvelőátmetszés és az ischiectomia hatása a vázizmok nukleinsav-tartalmára (Acta Biologica Debrecina, Tom. 19, 135-145. 1983–84)

## Előadáskivonatok
- Az idegrendszer szerepe az izomszövet ribo- és desoxyribonukleinsav tartalmának fenntartásban emlősöknél és kétéltűeknél. Hollósi Gábor, Tigyi András, Benedeczky István (Biológiai Intézet, Pécs.) A Magyar Élettani Társaság XXV. Vándorgyűlése, Szeged, 1959. július 2-3-4. Előadáskivonatok, 88. o.
- Data on the regulation of the ribonucleic and desoxyribonucleic acid content in muscle tissue. Tigyi A., Hollósi G., Benedeczky I., Juhász P. - V. International Congress of Biochemistry, Moscow, 3.103.612. 1961.
- A hypokinesis hatása nyúl-vázizom kontraktilis fehérjéinek sajátságaira. Szöőr Árpád, Boross Adrien, Hollósi Gábor, Szilágyi Tibor (DOTE Élettani Intézet, Kórélettani Intézet, KLTE Állattani Intézet.) A Magyar Élettani Társaság XLI. Vándorgyűlése, Szeged, 1975. július 7.-10. Előadáskivonatok, C-38.)
- Bлияинe гипoкинeзa нa гoмeocтaз нyклeиoвыx киcлoт в cкeлeтнoй мycкyлaтype. Hollósi G., Boross A., Szöőr Á., Guba F., Takács Ö., Szilágyi T. - IX. Cимпoзиyм пo кocмичecкoй биoлoгии и мeдицинe Бyдпeшт, 4-10 Maя, 1976.
- A nukleinsavak turnoverének vizsgálata a vázizmok neurogén atrófiájában. Hollósi G. (A MÉT XLIII. Vándorgyűlése, Pécs, 1977)
- The Effects on Living Organism of the Di-(2-ethylhexyl) phthalate dissolved from a soft PVC. Trestyánszky Z., Hollósi G., Kertai E. Congressus Pharmaceuticus Hungaricus VIII. Budapest, 1988. Abstr. 20.
- The Effect of Di-(2-ethylhexyl) Phthalate (DEHP) on the Microsomal Enzymes of the liver. Kertai E., Hollósi G., Trestyánszky Z., Teichmann, F., Huszka, M. Congressus Pharmaceuticus Hungaricus VIII. Budapest, 1988. okt. 16-20. Abstr. 75.
- Biochemische Wirkungen des aus Weich-PVC extrahierbarem die-2-ethylhexil Phtalate bei Ratten. Trestyánszky Z., Hollósi G., Hollósiné Kertai E., Laczkó J. Symposium für Nephrologie, 16-17. November 1989. Ungarn/Debrecen

## Poszter összefoglalók
- A farmakológiai denerváció hatása a vázizmok alkálikus ribonukleáz aktivitására és ribonukleáz inhibitor rendszerére. Hollósiné Kertai Etelka, Hollósi Gábor (DOTE Gyógyszertára, KLTE Állattani Tanszék, Debrecen.) A Magyar Élettani Társaság XLVIII. Vándorgyűlésének poster összefoglalója, Debrecen, 1983. július 4-6.
- Ultrastrukturális változások a transzplantációra előkészített pankreász langerhans sziget β-sejtjeiben. Serfőző József, Bornemissza György, Tóth-Jakab Ágnes, Furka István, Hollósi Gábor, Tarsoly Emil, Mikó Irén (Kossuth Lajos Tudományegyetem Biológiai Intézete, Összehasonlító Állatélettani Tanszék, Debrecen - Orvostudományi Egyetem Kísérletes Sebészeti Intézete, Debrecen.) A Magyar Élettani Társaság XLIX. Vándorgyűlése. Poszter összefoglalók, Szeged, 1984. július 5-7.
- Az exocrin pancreas acinussejtjeinek ultrastructuralis változásai a transzplantációt megelőző konzerválás alatt - Ultrastructural changes in the acinar cells of exocrine pancreas prepared for transplantation. J. Serfőző, I. Furka, E. Tarsoly, I. Mikó, G. Hollósi, Á. Tóth-Jakab, G. Bornemissza (Kossuth Lajos Tudományegyetem Biológiai Intézete, Összehasonlító Állatélettani Tanszék, Debrecen - Orvostudományi Egyetem Kísérletes Sebészeti Intézete, Debrecen.) A Magyar Élettani Társaság L. Jubileumi Vándorgyűlésének és IUPS szimpoziumainak előadás- és poszterkivonatai. Budapest, 1985. július 1-7.
- The Effects of Di-(2-ethylhexyl) Phthalate on the Activity of Microsomal Enzymes in Subtotal Nephrectomised Rats. Trestyánszky Z., Kertai E., Hollósi G. 48th International Congress of Pharmaceutical Sciences of F.I.P., Australia, 1988. Abstr. 46.
- Ultrastrukturális változások a dietilhexil ftaláttal (DEHP) kezelt patkányok májában és veséjében. Laczkó J. I., Trestyánszky Z., Hollósi G., Kertai E., Szabados S., Tóth I. (DOTE Központi Kutató Laboratórium, DOTE Gyógyszertár, KLTE Állatélettani Tanszék, Debrecen.) A MÉT LIV. Vándorgyűlése előadásainak és posztereinek kivonatai, Debrecen, 1989. augusztus 27-30.
- A subtotalis nephrectomia hatása a máj és a residualis vese xenobiotikumokat metabolizáló microsomalis enzimrendszerére bis (2-etilhexil)-ftalátnak (DEHP) krónikusan kitett patkányokon. Hollósi G., Trestyánszky Z., Kertai E., Laczkó J., Serfőző J. (KLTE Állatélettani Tanszék, DOTE Központi Gyógyszertára és Központi Kémiai Kutató Laboratóriuma, Debrecen.) A MÉT LIV. Vándorgyűlése előadásainak és posztereinek kivonatai, Debrecen, 1989. augusztus 27-30.
- Effect of Experimental Renal Failure and Chronic Di-(2-ethylhexyl) Phthalate Treatment on the Hepatic and Renal Content of Cytochrome P-450 and b5 in Rats. Trestyánszky Z., Kertai E., Laczkó J., Hollósi G. 50th Int. Congr. Fed. Intern. Pharmaceutique (F.I.P.), Istambul, Turkey, 1990. Abst. 25.
- A di-(2-etilhexil)ftalát (DEHP) hatása a máj és a vese finomszerkezetére subtotalisan nephrectomizált patkányon. Serfőző J., Frendl I., Furka I., Kertai E., Hollósi G., Trestyánszky Z. (KLTE Állatélettani Tanszék, DOTE Kísérleti Sebészeti Intézet, DOTE Klinikai Gyógyszertár, Debrecen.) A Magyar Élettani Társaság LVII. Vándorgyűlésének előadás és poszter kivonatai, Pécs, 1992. július 1-4.
- A diazepam eliminációs kinetikájának tanulmányozása albino patkányokon a kísérletes veseelégtelenség és di-(2-etilhexil) ftaláttal (DEHP) való kezelés körülményei között. Hollósi G., Serfőző J., Furka I., Frendl I.,  Hauch M., Kertai E., Trestyánszky Z. (KLTE Állatélettani Tanszék, DOTE Kísérleti Sebészeti Intézete és Klinikai Gyógyszertára, Debrecen.) A Magyar Élettani Társaság LVII. Vándorgyűlésének előadás és poszter kivonatai, Pécs, 1992. július 1-4.
- A di(2-etilhexil)-ftalát microsomalis enzimindukáló hatása a patkánymájban akut veseelégtelenség körülményei között. Kertai Etelka, Hollósi Gábor, Serfőző József, Jenei Zsolt, B. Kiss Zsigmond, Serfőző Zoltán, Varga Vince. (Debreceni Orvostudományi Egyetem Klinikai Gyógyszertára, Debrecen, Kossuth Lajos Tudományegyetem, Természettudományi Kar, Összehasonlító Állatélettani Tanszék, Debrecen.) A Magyar Élettani Társaság 59. Vándorgyűlése, Az előadások és poszterbemutatók összefoglalásai, Budapest, 1994. július 10-13.
- A di(2-etilhexil)-ftalát hatása a glicerin kiváltotta akut veseelégtelenség alatt a tubuláris epithel- és a máj centrolobuláris sejtjeinek szerkezetére. Serfőző József, Hollósi Gábor, Kertai Etelka, Serfőző Zoltán, B. Kiss Zsigmond, Jenei Zsolt, Varga Vince. (Kossuth Lajos Tudományegyetem, Természettudományi Kar, Összehasonlító Állatélettani Tanszék, Debrecen, Debreceni Orvostudományi Egyetem Klinikai Gyógyszertára, Debrecen.) A Magyar Élettani Társaság 59. Vándorgyűlése, Az előadások és poszterbemutatók összefoglalásai, Budapest, 1994. július 10-13.

## Szerkesztői tevékenysége
- Acta Biologica Debrecina (másokkal együtt mint "red. techn.", pl. Tom. 18, 1981-82; Tom. 19, 1983-84.)

## Előadásai pedagógus-továbbképzésen
- Vezérlési és szabályozási folyamatok az élőlényekben (III. Szatmári Biológus Napok Pedagógusoknak. Esze Tamás Gimnázium, Mátészalka, 1991. június 25.)

## Elismerése
- Kiváló Munkáért kitüntető jelvény (Művelődési miniszter, 1983.)
- Biológus emlékérem (KLTE, 1988.)
- Pedagógus szolgálati emlékérem (Oktatási miniszter, 2000.)
- Arany Katedra díj (Debreceni Egyetem, 2006.)

## Tagságai
- MTA Biológiai Tudományok Osztályának Sejt- és Fejlődésbiológiai Bizottsága
- Debreceni Egyetem (korábban: Kossuth Lajos Tudományegyetem) Egyetemi Könyvtári Tanácsa